# شوتزن بانزر إتش-إس.30 القصيرة
شوتزن بانزر إتش-إس.30 القصيرة (بالألمانية: Schützenpanzer SPz 11-2 Kurz) هي مركبة مشاة مدرعة قتالية واستطلاعية تم تطويرها للجيش الألماني الغربي وكانت عبارة عن تعديل بسيط لمركبة مصممة فرنسيًا (Hotchkiss SP1A). خلال الفترة ما بين 1959 و1967، تلقى الجيش الألماني الغربي حوالي 2,374 وحدة من هذه المركبات المدرعة الخفيفة مع تطوير SPz 11-2 Kurz كطراز استطلاعي. تم استبدال SPz 11-2 في دور مركبة المشاة القتالية بواسطة المدرعة ماردر. تم استخدام SPz 11-2 في الخدمة مع الجيش الألماني الغربي فقط.

## التسليح

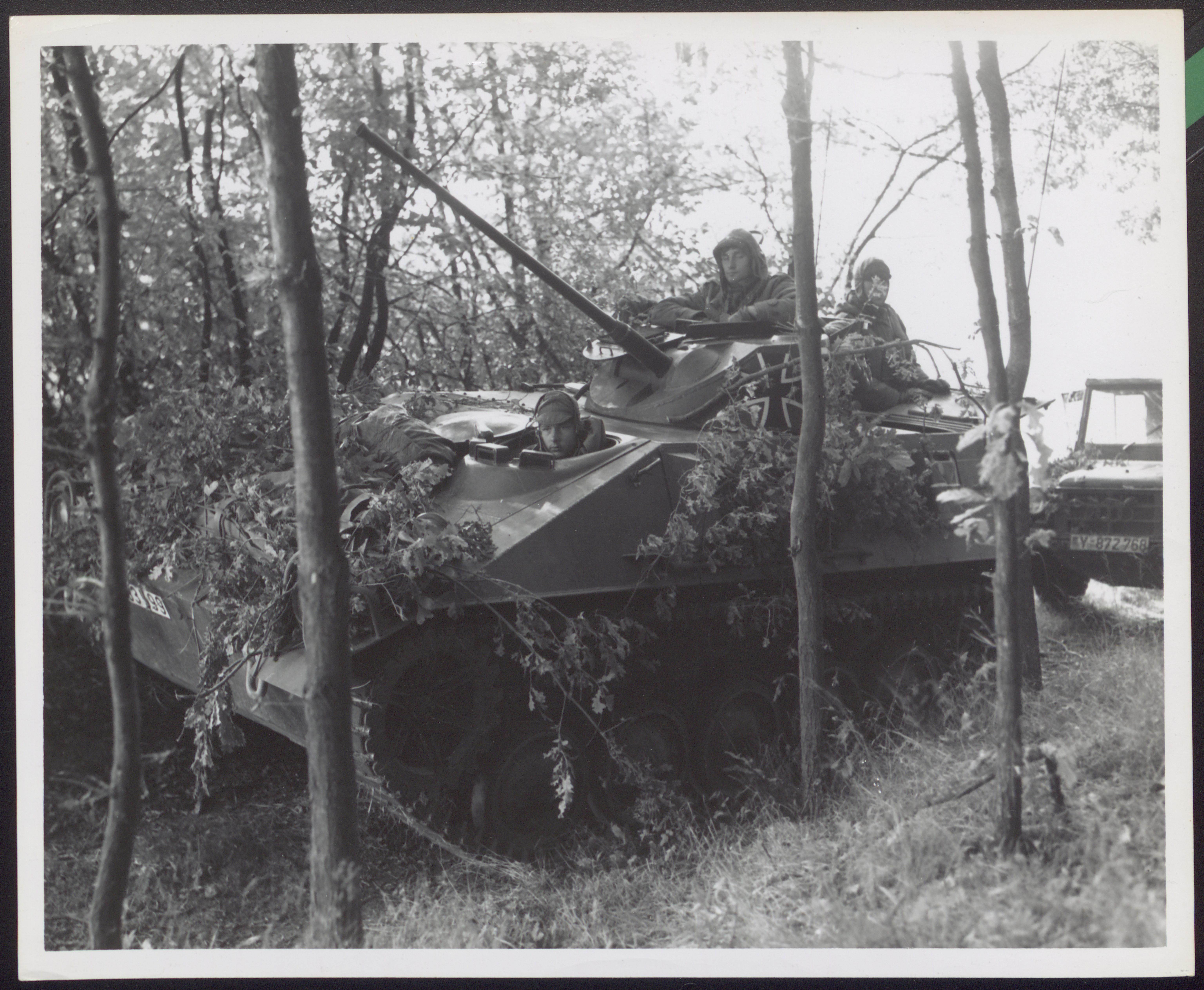
شوتزن بانزر إتش-إس.30 القصيرة.

كان التسليح الوحيد للـ SPz 11-2 هو 20 مم مدفع هيسبانو سويزا 820. يحتوي المدفع على منظار 15 × 15، و500 طلقة من عيار 20 مم. بالإضافة لتوفير ثلاثة قاذفات قنابل دخان للإخفاء التكتيكي والطوارئ.

## المستخدمون
- ألمانيا الغربية: استخدمها الجيش الألماني حتى عام 1987م.